# NGC 6388
NGC 6388是一個在天球上位於天蠍座的球狀星團。該星團由蘇格蘭天文學家 詹姆士·敦洛普以他的口徑22.86 cm（9英寸）反射望遠鏡發現於1826年5月13日。因為該星系視星等 6.72，必須以望遠鏡觀測。

## 圖集

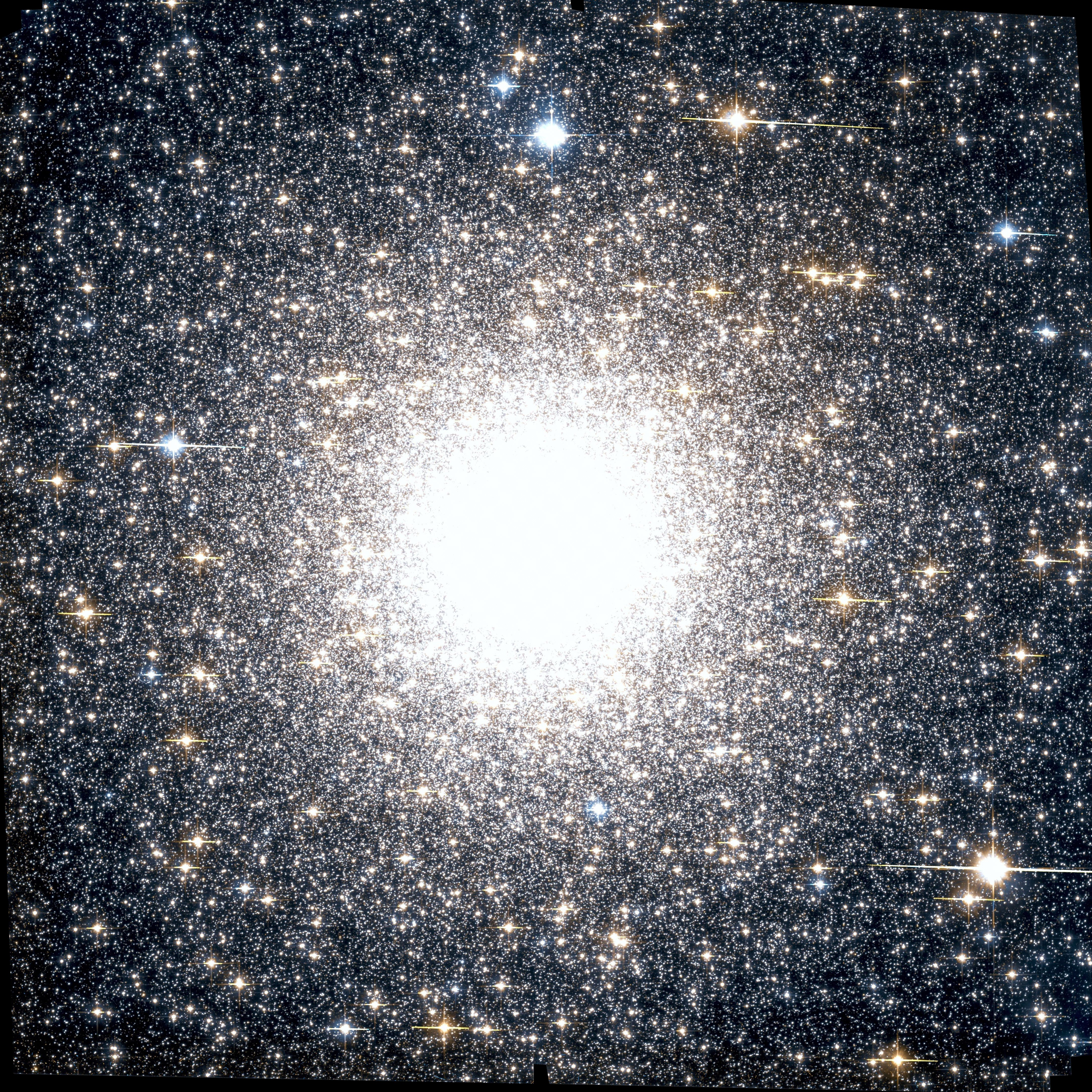
哈伯太空望遠鏡拍攝NGC 6388影像。
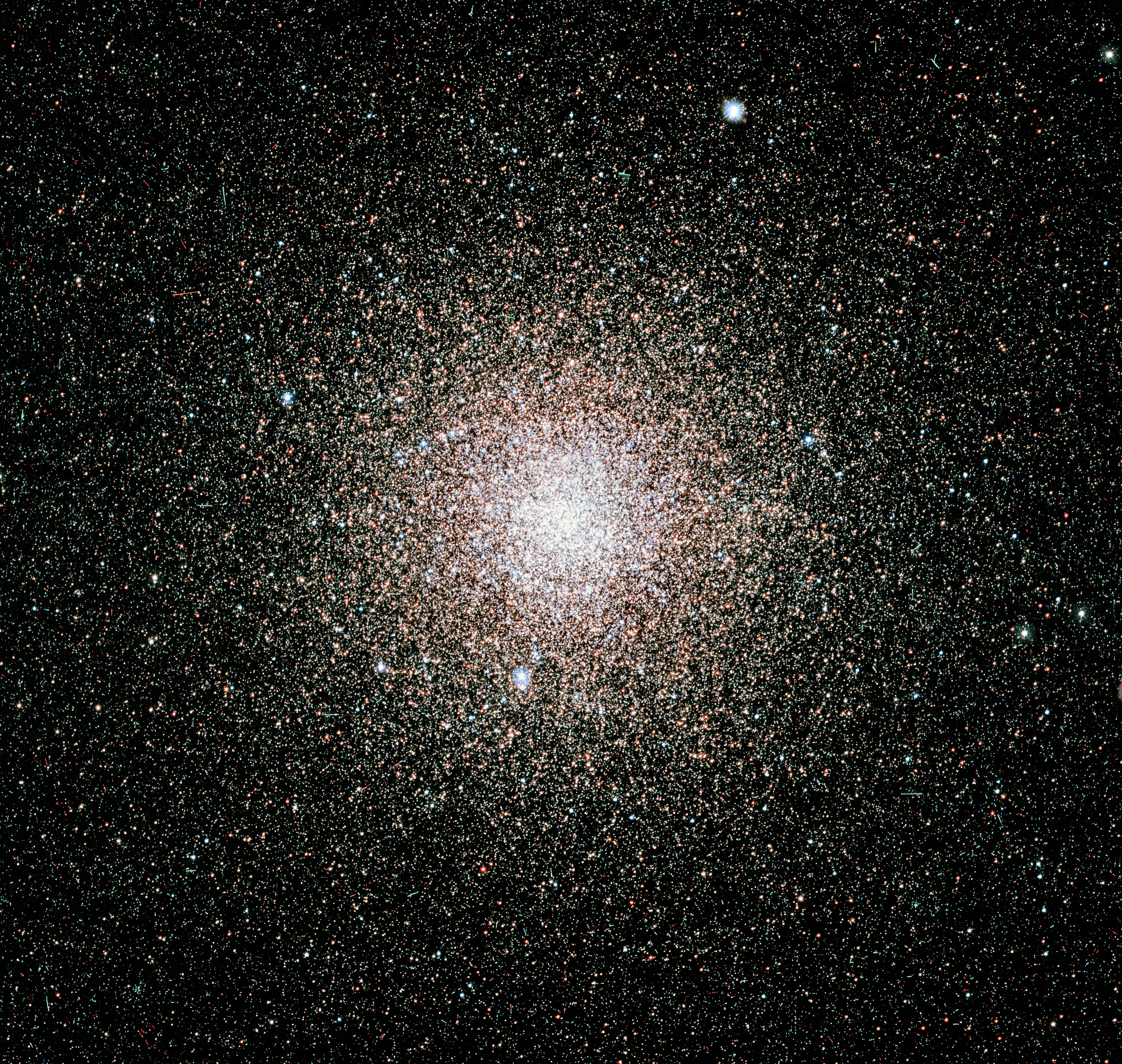
哈伯太空望遠鏡拍攝另一幅NGC 6388影像。